# Rayappu Joseph
Rayappu Joseph (* 16. April 1940 in Nedunthivu, Sri Lanka; † 1. April 2021 in Jaffna) war ein sri-lankischer Geistlicher und römisch-katholischer Bischof von Mannar.

## Leben
Rayappu Joseph empfing nach seiner theologischen Ausbildung am 13. Dezember 1967 das Sakrament der Priesterweihe. Er wurde an der Päpstlichen Universität Urbaniana in Rom promoviert und war Professor am Priesterseminar St. Xavier in Jaffna.
Am 6. Juli 1992 ernannte ihn Papst Johannes Paul II. zum Bischof von Mannar. Der Bischof von Jaffna, Thomas Savundaranayagam, spendete ihm am 20. Oktober desselben Jahres die Bischofsweihe; Mitkonsekratoren waren der Apostolische Pro-Nuntius in Sri Lanka, Erzbischof François Robert Bacqué, und der Erzbischof von Colombo, Nicholas Marcus Fernando.
Rayappu war Vizepräsident der Bischofskonferenz von Sri Lanka und hatte den Vorsitz der Kommission für die Laien inne. Rayappu arbeitete eng mit den vatikanischen Behörden, mit Caritas International und verschiedenen Ländern der Europäischen Union zusammen, um die Friedensbemühungen in Sri Lanka zu fördern. Politisch stand er der Liberation Tigers of Tamil Eelam nahe und galt als Kritiker des Verhaltens des Militärs während des Bürgerkrieges. Er sprach neben seiner Muttersprache auch italienisch, deutsch und englisch.
Papst Franziskus nahm am 14. Januar 2016 seinen altersbedingten Rücktritt an. Er verstarb im April 2021 in einem Krankenhaus in Jaffna.